# قوائم الأنواع المنقرضة
تعرض هذه الصفحة قوائم الأنواع المنقرضة من الكائنات الحية التي انقرضت على وجه الكرة الارضية، سواء في البرية أو اختفت تمامًا من الأرض.
في الممارسة العملية، يُطلق على الأنواع التي لم تعد موجودة بشكل مؤكد في البرية خلال الخمسين عامًا الماضية بالحيوانات المنقرضة والحيوانات التي أصبح وجودها نادرا لسبب من الأسباب بفعل التدخل السلبي للإنسان في الطبيعة كالتلوث وتأثيره على التغييرات المناخية على سبيل المثال.

## مدخل عام
الانقراض في علم الأحياء، هو نهاية وجود كائنٍ حيّ ما أو مجموعة من الكائنات الحية (الأنواع). تُعتبر لحظة موت آخر أفراد النّوع هي لحظة الانقراض عمومًا، على الرغم أنّه من الممكن أن يفقد أفراد هذا النوع القدرة على التكاثر والشفاء قبل تلك اللحظة. يُعدّ تحديدُ هذه اللّحظة أمراً صعباً نظرًا لضخامة النطاق المحتمل لأماكن انتشار هذه الأنواع، وعادة ما يتمّ بأثر رجعيّ. تؤدّي هذه الصعوبة إلى ظواهر مثل ظاهرة «تصنيف لازاروس lazarus taxa»، حيث تظهر فصيلة يفترض أنّها انقرضت فجأة (عادةً في السجل الأحفوري) بعد فترة من الغياب الواضح.
أكثر من 99 في المئة من جميع الأنواع التي عاشت على الأرض على الإطلاق -التي تصل إلى أكثر من خمسة مليارات نوع- اختفت من الوجود. تتراوح تقديرات عدد الأنواع الموجودة حاليّاً على كوكب الأرض بين 10 ملايين و 14 مليون نوع، تمّ توثيق 1.2 مليون منها فقط، أي أكثر من 86% من الأنواع الموجودة على الأرض لم يتمّ توثيقها بعد. في عام 2016، نشر مجموعة من العلماء تقريراً أكّدوا فيه أنّ عددَ الأنواعِ التي عاشت على الكرة الأرضيّة منذ بدء الحياة عليها أكثر من تريليون نوع، ولا تتجاوز نسبةِ الموثّق منها الواحد في المئة ألف.

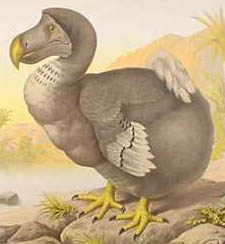
طائر الدودو والذي يعد مثالا على الانقراض الذي حدث مؤخرا

خلال التطور، تنشأ الأنواع الجديدة من خلال عملية (الانتواع أو التَشَكّل التطوريّ لنَوْعٍ جَديد، speciation) - حيث تنشأ أنواع جديدة من الكائنات الحية وتزدهر عندما تكون قادرة على إيجاد واستثمار بيئة ايكولوجيّة، وتنقرض الأنواع عندما لا تعود قادرةً على البقاء في ظروف متغيّرة أو على الاستمرار ضدّ منافسةٍ متفوّقة. تمّ توطيد العلاقة بين الحيوانات وبيئاتها الإيكولوجيّة. ينقرض النّوع النمطيّ بشكلٍ عام في غضون 10 ملايين عام من أوّلِ ظهور له، على الرغم من أنّ بعض الأنواع -التي تسمى الأحافير الحية living fossils- تعيش بدون أي تغيير صرفي (موروفولوجي) لمئات الملايين من السنين.
تُعَدّ الانقراضات الجماعية أحداثاً نادرةً نسبيّاً. وبالمقابل، فإنّ الانقراضات المنفردة شائعة جدًا. لم يتمّ البدء بتوثيق حالات الانقراض إلّا مؤخّرًا، وازداد بعدها قلقُ العلماء من المعدّل الحالي للانقراض. لم يتمّ توثيق معظم الأنواع المُنقرضة. يقدّر بعض العلماء أن ما يصل إلى نصف الأنواع النباتيّة والحيوانيّة الموجودة حاليًا قد تنقرض بحلول عام 2100.

## قوائم الأنواع المنقرضة
- قائمة الحيوانات المنقرضة
- قائمة النباتات المنقرضة
- List of recently extinct amphibians
- List of recently extinct arthropods
- قائمة أنواع الطيور المنقرضة
- List of recently extinct fishes
- List of recently extinct insects
- List of recently extinct invertebrates
- List of recently extinct mammals
- List of recently extinct molluscs
- List of recently extinct reptiles